# شهرستان جیاشیانگ
شهرستان جیاشیانگ (به لاتین: Jiaxiang County) یک منطقهٔ مسکونی در چین است که در جینینگ (شاندونگ) واقع شده‌است. شهرستان جیاشیانگ ۴۰ متر بالاتر از سطح دریا واقع شده‌است.